# تسني
تسني (باللاتينية Tessenei أو Teseney بالتغرينية ተሰነይ)، هي بلدة في غرب دولة اريتريا تقع على ضفة نهر القاش جنوب شرق مدينة كسلا في السودان بمسافة 45 كيلو متر من الحدود السودانية و245 كيلو متر غرباً من العاصمة أسمرة. وقد تعرضت البلدة لهجمات عنيفة وقتال ضار خلال الحروب الأريترية الإثيوبية.

## أصل التسمية
اللفظ تَسَنَيْ أو سِنَيْ في صيغة تصغيره هو في الأصل لفظ من اللغة التجرية وليس من لغة التغرينيا السائدة في اريتريا، ويعني حرفياً «تَصلُح» أي تكون صالحة للسكن. وبهذا يصبح اسم تسني بمعنى المكان الصالح للسكن، ويطلق عليها سكانها الأصليين أحياناً اسم «سبوت». كما عرفت تسني في عام 1929 لدى المستعمرين الإيطاليين الذين كانوا يسيطرون على المنطقة آنذاك باسم قرية جسبريني Gasperini (تيمناً بالحاكم العام الإيطالي لإريتريا آنذاك تريفيسو جسبريني).

## تضاريس المنطقة
وأهم ما يميز البلدة من ناحية التضاريس هو التل الذي يتكون من تركيبات بركانية ويطل على البلدة من ناحيته الجنوبية، ونهر القاش الموسمي (ويسمى في اريتريا مرأب)، الذي ينبع من أواسط المرتفعات الأريترية جنوب العاصمة أسمرة وتغذيه بضعة روافد قبل أن يمر بمنطقة تسني في طريقه إلى السودان ليكوّن دلتا نهر القاش، ولا يقترن مع نهر عطبرة. كما تتميز تسني بتربتها الطينية السوداء الخصبة وتشمل نباتاتها الطبيعية حشائش السافنا المدارية وشجيرات الطلح والسدر واشجار الدوم الفارعة الارتفاع. وتستخدم جذوع الدوم وسعيفاته في بناء المنازل والأسوار بالبلدة وفي بعض الحرف اليدوية كصناعة السلات والحصائر والحبال. وفي موسم الخريف تكتسي براري تسني حلة خضراء، إلا أن التنقل فيها يغدو صعباً، خاصة نحو المناطق والقرى التي تقع في جنوبها مثل قرى قلوج وقرقف وأم حجر، حيث توجد عدة خيران تفيض بمياه الأمطار في فصل الخريف خلال الفترة من يونيو / حزيران وحتى أغسطس / آب لتشكل عوائق طبيعية أمام تنقل البضائع والأفراد، ومن تلك الخيران: خور أم دود، وخور قرست، وخور قلوج، وخور قرقف، وخور بادميت القريب من قرية أم حجر. أما الطريق المؤدية إلى كل من أسمرة، عبر بلدة بارنتو الأريترية، ومدينة كسلا السودانية، عبر نقطة اللفة الحدودية، فقد تم تمهيده في عام 2011 م بـالأسفلت وأصبح معبداً أمام حركة التنقل. وتسود الحياة البرية في تسني اصنافاً من الـ قرود والضباع خاصة ضبع السافنا المرقط الضاحك وغيرها من الحيوانات التي نجت من آثار الحروب، كما تهاجر إليها في موسم الخريف اعداد كبيرة من الطيور من مناطق بعيدة من قارة آسيا مثل طيور البجع وحدأة والزرزور والقمري، ويشكل تكاثر اعداد اسرابها أحياناً مشكلة للزراعة المتنقلة في المنطقة.

## وصف البلدة
لعل ما يميز تسني والقرى المحيطة بها هو الهدوء الذي يسودها وسط التلال الصغيرة والشجيرات المتناثرة بين أكواخ الرعاة وصغار المزارعين خاصة، في ساعات الصباح المبكرة وعند شروق الشمس.

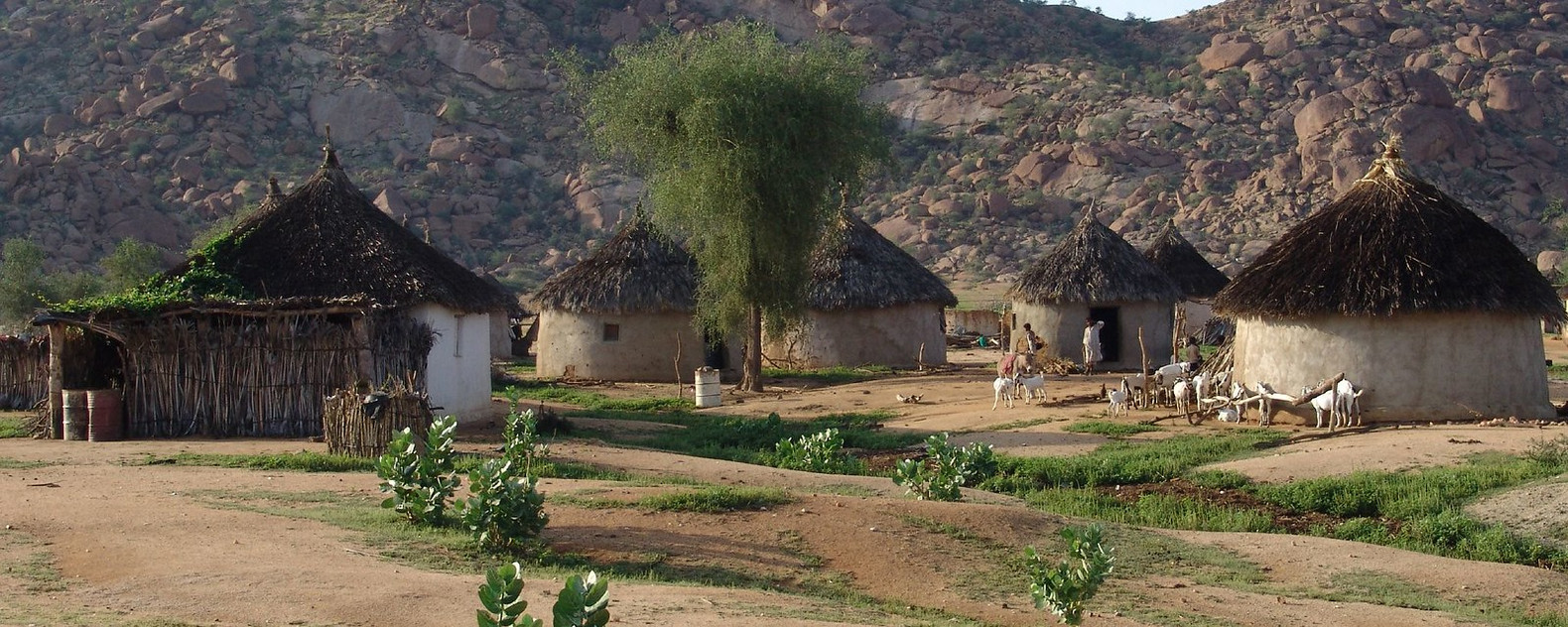
الصباح الباكر في قرية في قاش بركة

وتنقسم تسني إلى منطقتين: تسني العليا وتقع في مدخل البلدة من ناحية بلدة بارنتو في الغرب على الطريق من أسمرة ويطلق عليها اسم «نمرة أربعة»، وتضم مباني مكاتب الجمارك وثكنات الحامية العسكرية وقيادتها. وبعد مسافة بضعة كيلو مترات تبدأ تسني الداخل، وأول معالمها المستشفى الإيطالي القديم الذي تم بناءه في العشرينات من القرن الماضي على سفح التل، ويخدم تسني والقرى المحيطة بها من قلوج في الجنوب وحتى أم حجر على تخوم الحدود مع إثيوبيا ومن جهة الشمال الغربي نحو قرى علي قدر، وتلاثة عشر، وسبدرات، على الحدود مع السودان. ويمر الطريق الممتد نحو تسني الداخل عبر المدرسة المتوسطة، فدار البلدية ومحطة وقود ثم مركز البلدة حيث دار السينما القديمة والمحلات التجارية والمقاهي والحانات والفنادق ومكتب الشرطة المعروف بـ«نمرة 6». ويبدو تأثير الجوار السوداني واضحا في البلدة خاصة، في طريقة إعداد الأطعمة وفي الأزياء السائدة وفي أسماء الأماكن. ويتحدث السواد الأعظم من السكان بـاللغة العربية على اللهجة السودانية. كما أنهم يتوجهون دائماً صوب مدينة كسلا للحصول على الخدمات الاستهلاكية التي لا توجد في بلدتهم. ويتم أيضا تداول واستبدال العملات الأجنبية مثل الجنيه السوداني والريال السعودي وغيره من العملات بالعملة الأريترية ناكفا أو النقفا. ومن ناحية التخطيط العمراني تنقسم تسني إلى عدة أحياء موزعة على خطوط اثنية ويطلق على الواحدة منها لفظ «حِلَةْ» فهناك حلة سودان للجالية السودانية وحلة صومال للصوماليين، وحلة تكارين للنيجريين، وحلة حلبيت لأبناء قبيلة بني عامر وحلة حبش (للإريتريين المنتمين في اصلهم لسكان المرتفعات الأريترية وبشكل خاص المسيحيين منهم) وهكذا.

## السكان
كانت تقيم في البلدة مجموعات اثنية وجاليات اجنبية متعددة، فإلى جانب الجاليتين السودانية التي تتكون من قبائل من غرب السودان مثل البقارة والفور والداجو وقبائل من شماله من بينهم الجعليين والرباطاب، توجد جالية صومالية ويمثلها صومال ارض الصومال مثل عشائر عيسى موسى وآدم عيسى، وكانت تقيم في البلدة مجموعات من اليمنيين الوافدين أصلاً من شمال اليمن والحضارمة من حضرموت في جنوبه، والإيطاليين والهنود ألبانيان والهوسا النيجيريين وافراد من تشاد. كما تقطن في البلدة معظم القبائل الأريترية التسعة من بني عامر وهم السكان الأصليين، وقبائل المرتفعات الاريترية المتحدثين بلغة التغرينيا وساهو ونارا وكناما وبلين وحدارب وغيرهم.
ولعل السبب في هذه التركيبة السكانية المتنوعة هو موقع البلدة الاستراتيجي باعتبارها بوابة أريتريا نحو السودان، فضلاً عن اعتبارها نقطة عسكرية حدودية متقدمة منذ الاستعمار الإيطالي لإريتريا الذي اقام فيها حامية عسكرية، ثم في العهد الإثيوبي وإبان حرب الاستقلال الإريترية حيث اتخذها الثوار الإريتريين معبرا لإمداداتهم عبر السودان. كما كانت معبراً سهلا للاجئين الإريتريين نحو السودان حيث يمكن الوصول منها إلى القرى والمدن الحدودية في السودان سيرا على الأقدام ومن كافة الإتجاهات. كما استقبلت البلدة اعداد من المعارضة السياسية المسلحة في السودان.
ويدين معظم سكان تسني بـ الإسلام على المذهب السني ويتبعون طريقة الختمية الصوفية، مع وجود عدد مقدر من اتباع الكنيسة القبطية الإريترية وقليل من البروتستانت، ولهذا توجد بالبلدة بضع مدارس داخلية تديرها الكنائس إلى جانب المدارس الحكومية العامة والمدارس القرآنية الصغيرة المنتشرة في الأحياء الشعبية والتي تعرف محلياً بالخَلاوِي.
وقدمت تسني نسبة كبيرة من المتعلمين والمثقفين الذين كانت لهم اسهامات مقدرة في تفجير الثورة الأريترية، وتوجد اعداد منهم في دول المهجر في السودان ودول أوروبا والولايات المتحدة الأمريكية وأستراليا.

## التاريخ
ترتبط تسني وتاريخها بمشروع زراعي أقامته إيطاليا إبان استعمارها لإريتريا في الفترة من سنة 1890 و1947، وكانت تسني مركزا لهذا المشروع التنموي من خلال الاستفادة من مياه نهر القاش، وتم تقديم دراسة الجدوى الخاصة به إلى مهندس إيطالي يدعى نيكولا كولز Nicola Coles وبدأ تنفيذ المشروع في عام 1924 بتشييد سد صغير (باللغة الإيطالية diga) وبحيرة صغيرة خلفه لتخزين المياه وشبكة من القنوات والمجاري لرّي حوالي 10 الف هكتار من الأرض وزراعتها بقطن سكرالاديس طويل التيلة أي القطن المصري والذرة البيضاء وبعض المحاصيل النباتية مثل الموز والحمضيات لتنمية المنطقة وتزويد العاصمة أسمرة، وغيرها من مراكز الإدارة الاستعمارية في اريتريا بالمواد الغذائية. ووقع الاختيار على شركة تسمى "Società Imprese Africane" (شركة المؤسسات الإفريقية)، المعروفة اختصاراً باسم SIA، لإدارة المشروع. وفي سنوات لاحقة تحوّل المشروع إلى كونسورتيوم «ائتلاف تجاري» بزعامة مؤسسة محلج براتولو "Cotonificio Barattolo" الإيطالية. وتم افتتاح المشروع عام 1928 م، وأصبحت تسني مركزا إدارياً للمشروع بينما أُختيرت قرية على قدر القريبة منها - على بعد عشرة كيلو مترات - لتكون مركزاً ميدانياً للمشروع، فيما احتفظت أسمرة العاصمة بالمقر الرئيسي له. واقيمت في تسني منشأة محلج قطن لتحتضن قرية على قدر الورشة ومرآب الجرارات ومنازل الإداريين التي اقيمت فوق تلال القرية، وشمل معسكر علي قدر مديراً إدارياً ومحاسباً ومديراً ميدانياَ وفنياً في النجارة وكلهم من الإيطاليين يساعدهم بعض الشبان الأريتريين الذين تم تأهليهم وتدريبهم على قيادة الجرارات بواسطة فني سوداني. أما الأراضي فقد تم توكيلها لعدد من المواطنين الإريتريين وملاك الأراضي والمواشي الذين تم جلب بعضهم من مناطق بعيدة من داخل اريتريا، وينتمي معظمهم إلى قبائل بيت- جوك وبني عامر وبلين. وعُرف هؤلاء بلقب (بلاتا)، وهو لقب ارستقراطي اريتري يقابل لقب المستشار. ومن أبرز هؤلاء البلاتات: بلاتا ياسين، وبلاتا جمع المداي، وبلاتا جابر، وبلاتا ملكين، وحاج علي قلايدوس. وأتاح المشروع في العقود الأولى من تأسيسه فرصاً لبعض التجار السودانيين واليمنيينن لفتح المتاجر وأفران الخبز والمقاهي والمطاعم في كل من تسني وقريتي على قدر وثلاثة عشر (الكيلو 13 بالمشروع). وقد ساهمت الشركة في وضع لبنات التعليم في المنطقة بإقامة مدرسة ابتدائية في قرية علي قدر بدأت بتدريس اللغة العربية قبل إدخال اللغة الأمهرية في مطلع ستينيات القرن الماضي من قبل الحكومة الإثيوبية بعد خروج إيطاليا وإقامة اتحاد فيدرالي بين أريتريا وإثيوبيا، في حين ساهمت فرق السلام الأمريكية في التعليم بتسني في الفترة ذاتها.

## النشاط الاقتصادي للسكان
والبلدة عبارة عن سوق مزدحم بالرحل والتجار، واللاجئين العائدين من السودان. ففي الساحة الرئيسية بالسوق الكبير أمام المسجد يشاهد الزائر النشاط الحرفي المختلف والمتنوع في محلات بيع الأقمشة والخياطين والعطارين والمقاهي والحانات وغيرها من المحلات التجارية الأخرى. وتنتشر في السوق الصغير أماكن بيع الحبوب والخضر واللحوم. كما يمارس السكان حرف الزراعة التقليدية والرعي الريفي والخدمات. وتعتبر تسني أيضاً سوقاً نشطة لصرف العملات حيث يتم صرف الريال السعودي والجنيه السوداني بالعملة الإريترية ناكفا أو نقفا، وتتميز المواد الغذائية في منطقة السوق بنكهة سودانية واضحة.
وكانت البلدة تشكل أيضاً سوقاً للخضر والفواكهة المنتجة من بساتين مشروع القاش الزراعي مثل الموز والطماطم والبصل والليمون إلى جانب صناعة حلج وغزل القطن حيث كان يوجد فيها محلجاً صغيراً ومخازن للحبوب. وقد جرت بضع محاولات في منتصف الستينيات من القرن الماضي للاستفادة من ثمار اشجار الدوم وكانت ثمة مناشير محلية تنشر سيقان الدوم لإنتاج الواح خشب للاستهلاك المحلي.
كما تعتبر البلدة سوقاً للتبضع بالنسبة للقرى المجاورة لها، وتقدم خدماتها للمزارعين واصحاب المشاريع الزراعية والمزارع والحقول من مواد وأدوات زراعية خاصة خلال موسم الأمطار (يوليو / تموز حتي سبتمبر / أيلول)حيث تكون معظم المناطق المحيطة بها غير سالكة، إلا أن طريق الأسفلت الذي تم تشييده مؤخرا من بلدة بارنتو عاصمة الإقليم، تجاه الغرب يكفل للركاب والمتنقلين رحلة برية مريحة حتى العاصمة أسمرة، مرورا بقرية هيكوتا وبلدة اغوردات ومدينة كرن على المرتفعات الأريترية. كما توفر الحافلات رحلات يومية من وإلى مدينة كسلا في السودان. ولبلدة تسني مطاراً ترابياً صغيراً وخطاً لـ لسكك الحديدية الضيقة كان يربطها بمدينة كسلا عبر تقاطع السكك الحديدية في محطة الملوية في السودان، إلا أن هذا الخط الحديدي قد تلاشي وما عاد يعمل منذ عقود.
وترتبط البلدة بشبكة من الطرق الموسمية تستخدمها حافلات الركاب وشاحنات نقل البضائع وتربطها بقرى الجنوب مثل قلوج وأم حجر حتى مدينة الحُمَرا على ضفاف نهر سيتيت الفاصل بين اريتريا وإثيوبيا، وقرى الشمال مثل سبدرات وتمرات وحتى الحدود السودانية.